# Bras manipulateur
les bras manipulateur sont composer des actionneur et de l'outil

l'outil est la partie du bras articuler qui va transformer la matière(couper, poncer, porter) alors que les actionneur son l'a pour mener l'outil la où il doit transformer la matière

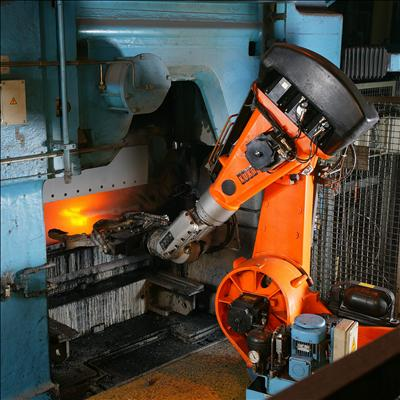
Bras manipulateur d'un robot industriel Kuka en 2003.

Un bras manipulateur est le bras d'un robot généralement programmable, avec des fonctions similaires à un bras humain. Les liens de ce manipulateur sont reliés par des axes permettant, soit de mouvement de rotation (comme dans un robot articulé) et/ou de translation (linéaire) de déplacement.
Dans le cas d'une imitation complète d'un bras humain, un bras manipulateur a donc 3 mouvements de rotation et 3 mouvements de translation sur son élément terminal. 
Il peut être autonome ou contrôlé manuellement et peut être utilisé pour effectuer une variété de tâches avec une grande précision.
Les bras manipulateurs peuvent être fixes ou mobiles (c'est-à-dire à roues) et peuvent être conçus pour des applications industrielles.

## Types
- Robot cartésien
- Robot cylindrique
- Robot sphérique / Robot polaire
- SCARA robot
- Robot articulé
- Robot parallèle